# 16552 Sawamura
16552 Sawamura è un asteroide della fascia principale. Scoperto nel 1991, presenta un'orbita caratterizzata da un semiasse maggiore pari a 2,4212205 UA e da un'eccentricità di 0,1334532, inclinata di 2,48937° rispetto all'eclittica.